# New Left Review
«New Left Review» («Новое левое обозрение») — английский левый теоретический журнал, основанный в 1960 году.
Образован при объединении журнала молодых левых Перри Андерсона и Стюарта Холла «Universities and Left Review» с журналом вышедших из Компартии Великобритании историков-марксистов Джона Савилля и Э. П. Томпсона «New Reasoner». Популяризовал различные версии западного марксизма: грамшианство, гуманистический марксизм Франкфуртской школы, структуралистский марксизм Луи Альтюссера и т. д.
Связан с издательством «Verso Books», издавшим более 350 наименований книг.

## История

### Предпосылки
В рамках британских новых левых появился ряд новых журналов, в которых публиковались комментарии по вопросам марксистской теории. Одним из них был журнал The Reasoner, основанный историками Э. П. Томпсоном и Джоном Савиллем в июле 1956 года. Было выпущено три ежеквартальных номера. Это издание было расширено и получило дальнейшее развитие с 1957 по 1959 год под названием The New Reasoner, при этом было выпущено еще десять выпусков. Другим радикальным журналом того периода был Universities and Left Review, основанный в 1957 году и отличавшийся меньшей степенью верности британской коммунистической традиции. Этот журнал был более ориентированным на молодежь и имел пацифистскую направленность, выражая несогласие с милитаристской риторикой холодной войны, выражая решительное несогласие с Суэцкой войной 1956 года и поддерживая зарождающуюся Кампанию за ядерное разоружение.

### Создание
New Left Review был создан в январе 1960 года, в результате объединения New Reasoner и Universities and Left Review. Первым главным редактором объединенного издания был Стюарт Холл. Стиль ранних выпусков журнала, с иллюстрациями на обложке и в оформлении интерьера, был более непочтительным и вольным, чем более поздние выпуски издания, которые, как правило, имели более мрачный академический уклон. Холла сменил на посту главного редактора в 1962 году Перри Андерсон.

### Критика
В статье «Самоубийство New Left Review» Борис Кагарлицкий раскритиковал кардинальный идеологический поворот, произошедший в политике журнала в новом столетии.

## Авторы
В журнале публиковались работы таких авторов, как:
- Теодор Адорно,
- Тарик Али,
- Бенедикт Андерсон,
- Перри Андерсон,
- Джованни Арриги,
- Ален Бадью,
- Вальтер Беньямин,
- Иммануил Валлерстайн,
- Гальвано делла Вольпе,
- Эрнест Геллнер,
- Режи Дебре,
- Фредерик Джеймисон
- Валентино Джерратана,
- Славой Жижек,
- Терри Иглтон,
- Борис Кагарлицкий,
- Жоан Картим,
- Лючио Коллетти,
- Миклош Крашшо,
- Жак Лакан,
- Михаэль Леви,
- Клод Леви-Стросс,
- Эрнест Мандель,
- Герберт Маркузе,
- Рой Медведев,
- Ральф Милибанд,
- Чарльз Райт Миллс,
- Франко Моретти,
- Алек Ноув,
- Никос Пуланзас,
- Эрик Олин Райт,
- Рене Савалета,
- Реймонд Уильямс,
- Юрген Хабермас
- Миклош Харасти,
- Дэвид Харви,
- Эрик Хобсбаум,
- Стюарт Холл,
- Аргири Эммануэль,
- Ханс Магнус Энценсбергер

Обсуждались статьи таких авторов как Антонио Грамши, Эль Лисицкий, Бертольт Брехт и другие; были взяты интервью у Жана-Поля Сартра, Дьёрдя Лукача и Лючио Коллетти.